# (99201) Sattler
(99201) Sattler est un astéroïde de la ceinture principale.

## Description
(99201) Sattler est un astéroïde de la ceinture principale. Il fut découvert le 25 avril 2001 à Prescott par Paul G. Comba. Il présente une orbite caractérisée par un demi-grand axe de 2,76 UA, une excentricité de 0,09 et une inclinaison de 14,9° par rapport à l'écliptique.

## Compléments